# Tanaecia lepidea
Tanaecia lepidea ist ein in Asien vorkommender Schmetterling (Tagfalter) aus der Familie der Edelfalter (Nymphalidae) in der Unterfamilie der Eisvögel (Limenitidinae).

## Merkmale

### Falter
Die Flügelspannweite der Falter beträgt 65 bis 75 Millimeter. Zwischen den Geschlechtern besteht kein Sexualdimorphismus, da Männchen und Weibchen die gleichen Zeichnungselemente aufweisen. Sämtliche Flügel zeigen auf der Oberseite eine dunkelbraune Grundfarbe. Nahe am Vorderrand der Vorderflügel heben sich Ring- und Nierenmakel-ähnliche Zeichen ab, die von dünnen schwarzbraunen Linien eingefasst sind. Die Submarginalregion ist cremig weiß, bei frischen Faltern silbrig-grau, ebenso die Submarginal- und Postdiskalregion auf der Hinterflügeloberseite. Die Flügelunterseiten zeigen bei beiden Geschlechtern ein rotbraunes, gelbbraunes und weißliches Muster, auf dem sich die durchscheinenden schwarzen Makeleinfassungen abheben.

### Raupe, Puppe
Die Raupen sind grün gefärbt und werden bis zu 40 mm lang. Die Rückenlinie ist in blau zentrierte, rosa Flecke aufgelöst. Die gesamte Körperoberfläche ist mit Dornen versehen, von denen lange Brennhaare abgehen. Von Euthalia aconthea unterscheidet sie sich durch sechseckige weiße Makel mit einem mittigen blauen Punkt auf dem Rücken.
Die etwa 18 mm lange Puppe hat eine unregelmäßige, gebogene Form, die am unteren Ende in zwei Spitzen ausläuft. Sie ist grün gefärbt und mit mehr goldenen Flecken als bei Euthalia aconthea versehen. Sie wird als Stürzpuppe mit einer Gespinstverankerung an Zweigen, Stämmen oder Blättern angeheftet. Kurz vor dem Schlüpfen der Falter scheinen deren Zeichnungsmerkmale bereits durch die Puppenhülle hindurch.

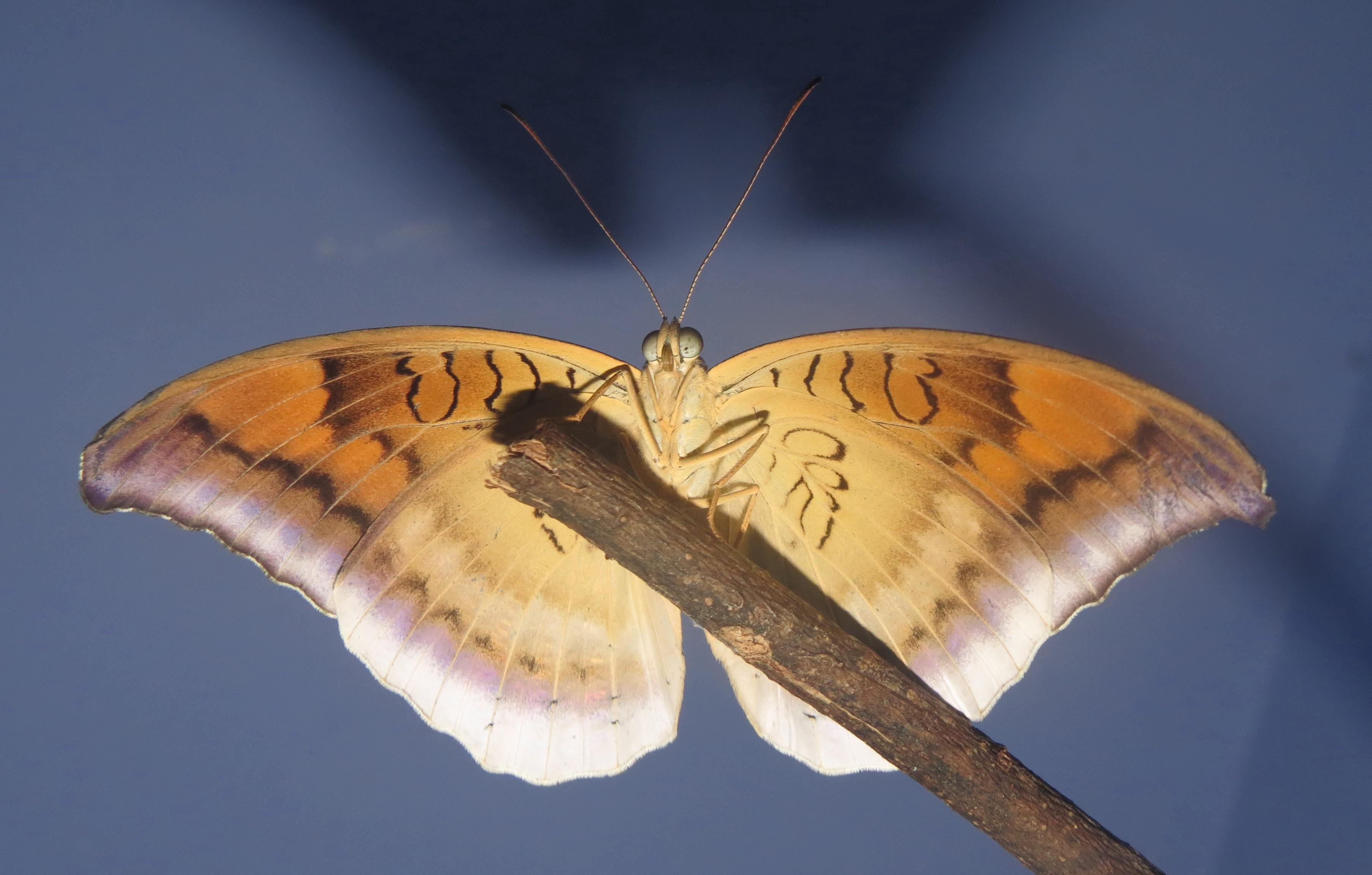
Flügelunterseite
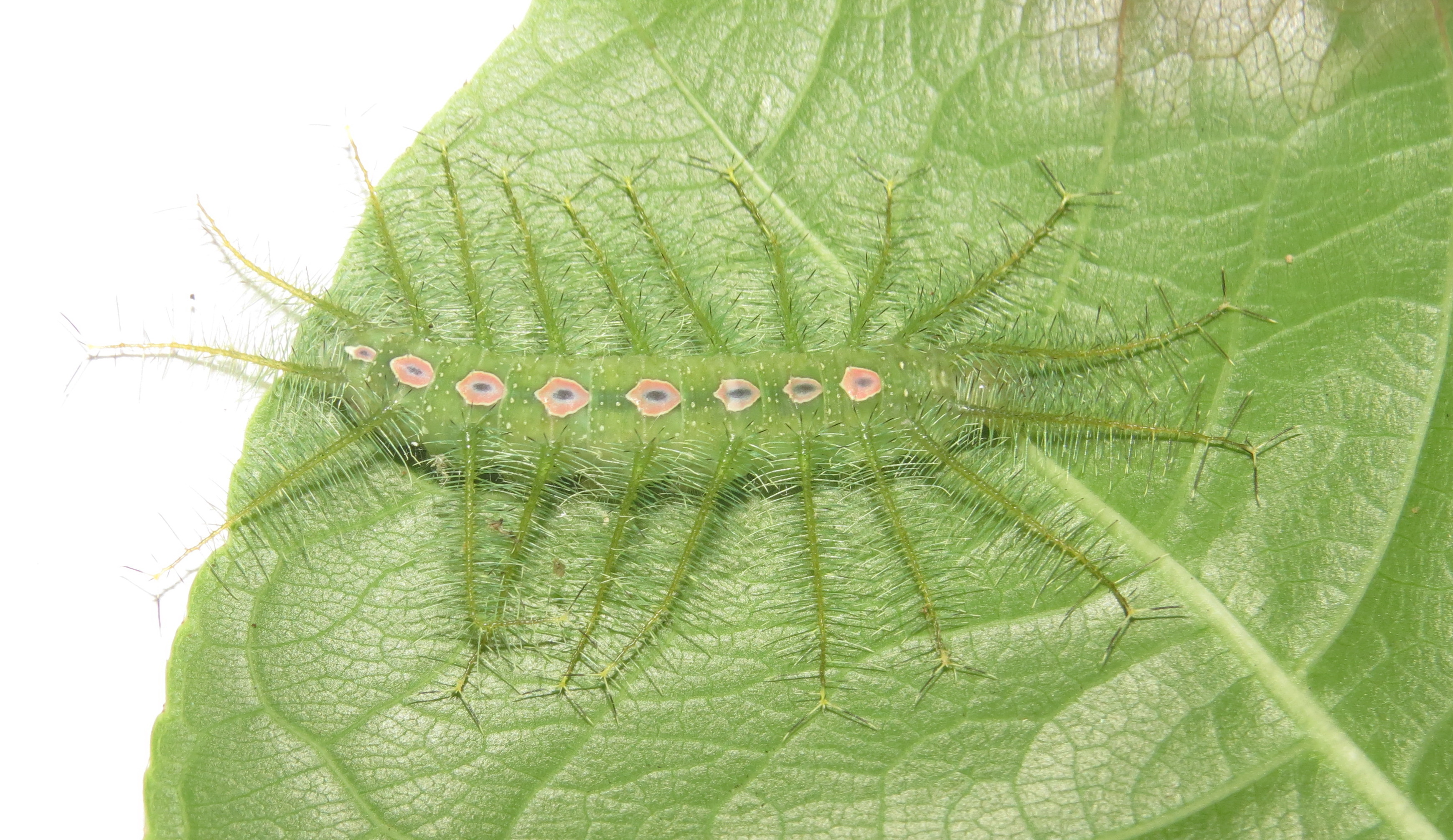
Raupe
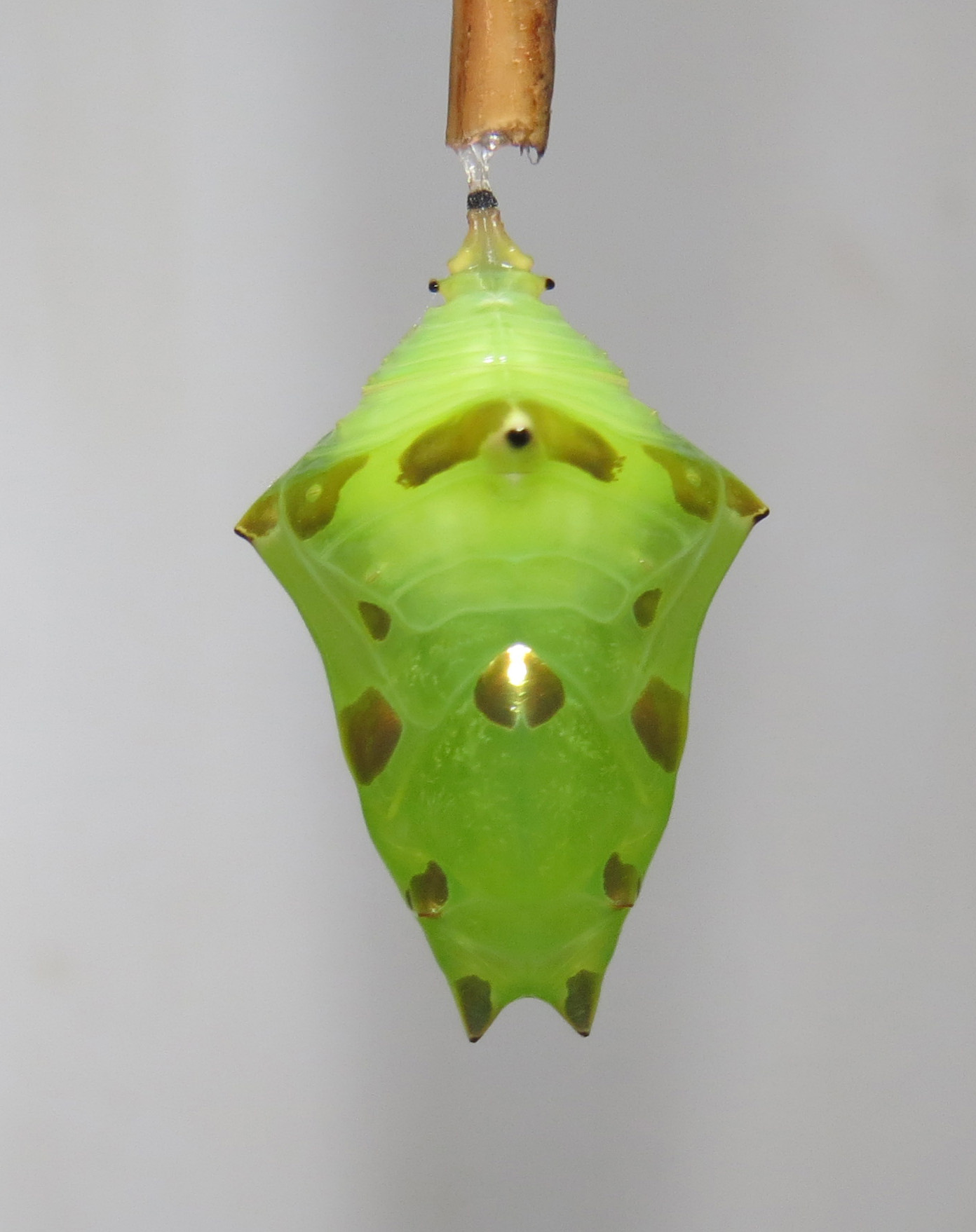
Puppe Vorderansicht
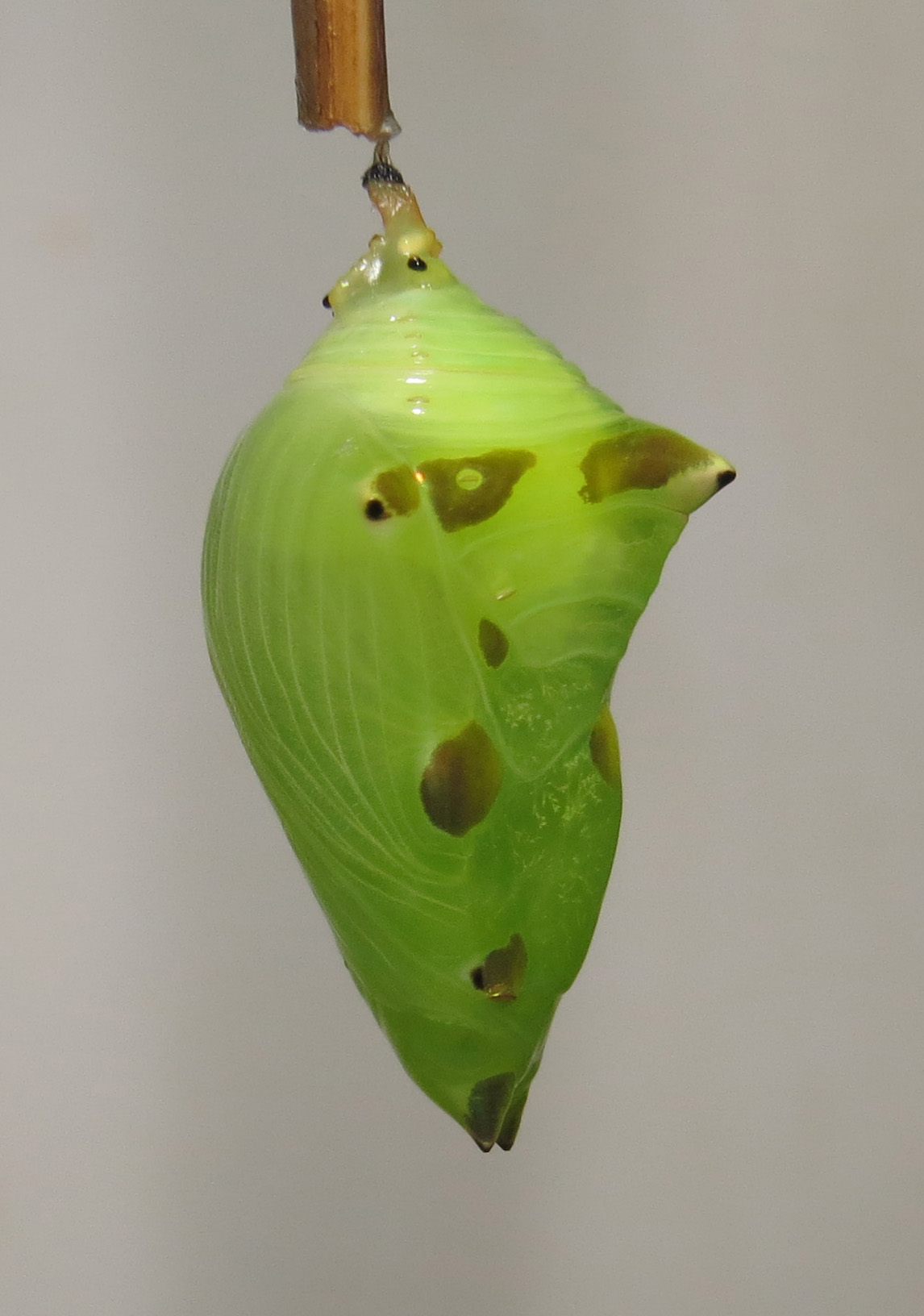
Puppe Seitenansicht
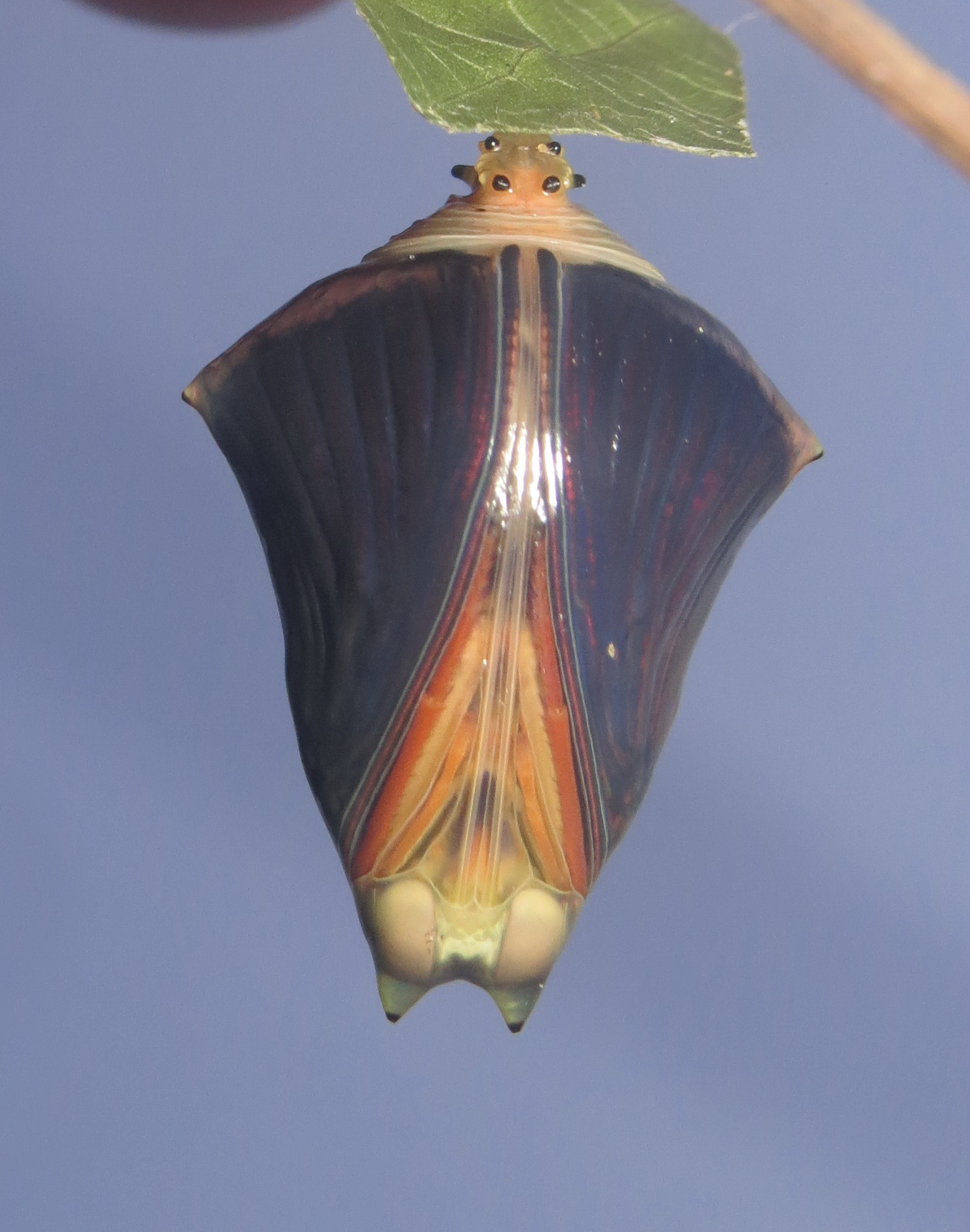
Puppe Rückansicht vor dem Schlüpfen

#### Ähnliche Arten
- Tanaecia julii (Lesson, 1837) hat nur auf den Hinterflügeln einen breiten hellen Rand.
- Euthalia aconthea (Hewitson 1874) Das Männchen hat eine sehr ähnliche Zeichnung, es fehlt aber der breite helle Rand.[2]

## Verbreitung, Unterarten und Lebensraum
Die Art kommt in Indien, Thailand, Malaysia, Nepal, Myanmar, Vietnam, Kambodscha und im Süden Chinas vor. In den verschiedenen Vorkommensgebieten werden derzeit neun Unterarten klassifiziert. Tanaecia lepidea besiedelt in erster Linie dichte Regenwälder. In Indien kommen die Falter in den niederen und mittleren Lagen in den Westghats und in Teilen der Ostghats und ab Kumaon ostwärts an lichten Stellen an Gewässern und in Laubwäldern vor.

## Lebensweise
Die Falter saugen an Baumsäften, faulenden Früchten, feuchten Erdstellen um Mineralstoffe aufzunehmen, und gelegentlich an Vogelkot. Sie sonnen sich mit flach ausgebreiteten Flügeln auf bemoosten Felsen und umgefallenen Baumstämmen an Flussbetten. Beim Flug schlagen sie nur ab und zu langsam die Flügel und gleiten viel. Obwohl sie gute Flieger sind, fliegen nie hoch auf oder weit weg, wenn sie auf Nahrungssuche sind. Wenn sie gestört werden, fliegen sie anmutig durch die Sträucher und Felsen davon und setzen sich bald wieder. Die Falter kann man in Indien das ganze Jahr über antreffen, während des Monsun sind sie aber seltener. Die Eier werden in der Regel an der Unterseite der Nahrungspflanze abgelegt. Die Raupen ernähren sich bevorzugt von den Blättern von Careya arborea, ein zu den Topffruchtbaumgewächsen (Lecythidaceae) zählender Baum und Indischem Rhododendron (Melastoma malabathricum), aus der Familie der Schwarzmundgewächse (Melastomataceae), die beide häufig in Mischwäldern vorkommen.

## Systematik
Die Art wurde als Adolias lepidea von Arthur Gardiner Butler 1868 anhand von Faltern aus Nord-Indien erstbeschrieben. Er trennte sie von Tanaecia cocytus (Fabricius, 1787), damals Adolias cocytus, ab. Es sind die folgenden Unterarten bekannt.
- T. l. lepidea (Butler), 1868, in Nordost-Indien (Sikkim, Assam) und Nepal
- T. l. miyana (Fruhstorfer), 1913, in den West- und Ostghats
- T. l. sthavara (Fruhstorfer), 1913, in Ostindien an der Grenze zu Burma, Burma, Nord-Thailand
- T. l. adustata (Fruhstorfer), 1913, Assam
- T. l. mirditta (Fruhstorfer), 1913, Südvietnam
- T. l. cognata (Moore, [1859]), Thailand, Süd-Yunnan (China)
- T. l. flaminia (Fruhstorfer), 1905, Indochina
- T. l. matala (Fruhstorfer), 1905, Malaiische Halbinsel
- T. l. sipora (Corbet), 1942 Mentawai-Inseln

### Synonyme
- Adolias lepidea, Butler
- Euthalia lepidea, de Nicéville
- Cynitia lepidea, Moore[5]